# 威廉腔蚓
威廉腔蚓（学名：Metaphire guillelmi），巨蚓科腔蚓属的一种，因旧属环毛蚓属（Pheretima），故也称威廉环毛蚓，分布于中国江苏、浙江、湖北及天津等地。本种的干燥体是传统中药地龙的来源之一。
本种2023年被收录入中国《有重要生态、科学、社会价值的陆生野生动物名录》。